# 鹿児島テレコール
鹿児島テレコール（かごしまテレコール）は、かつて1980年代後半から1990年代にかけて鹿児島県をサービスエリアに、テレメッセージグループの一員としてポケットベルなどの事業を行っていた企業。

## 概要
当時はテレメの通称で知られ、1990年代中盤の爆発的なポケベル人気の中でNTTドコモと並んで加入者を急増させたが、その後ポケベル人気の中核をなしていた高校生から20代前半の若者らが携帯電話やPHSに急速に移行したことから基地局などの通信設備が過剰となり、その減価償却などに苦しむこととなった。

## 沿革
- 代表取締役社長　山崎　春樹

- 1986年12月16日 設立
- 1988年
  - 7月25日 第一種電気通信事業許可[1]
  - 12月1日 開業[1][2]
- 2000年11月1日 解散を臨時株主総会で決議[3]

## 通信端末
詳細はテレメッセージ内の通信端末を参照のこと。

## 宣伝活動など
- 日本民間放送連盟賞1994年入選･事績

### イメージキャラクター
- 遠山景織子